# Una puerta que nunca encontré
Una puerta que nunca encontré (en inglés: No door) es un relato escrito en el año 1933 por el novelista estadounidense Thomas Wolfe.
Se encuentra entre los relatos de Thomas Wolfe relacionadas temáticamente con la obra Del tiempo y el río. Su publicación en dos partes por la revista Scribner's en 1933 pasó generalmente desapercibida, y la primera reproducción íntegra de la obra no tuvo lugar hasta 1961. Según la crítica, el trabajo constituye una de las representaciones mejor logradas del sentimiento de soledad central en la obra y vida del autor y un retrato lírico de la cultura estadounidense del primer tercio del siglo XX. El relato consta de cuatro partes, basadas en vivencias y reflexiones personales del autor en distintos momentos de su vida en Estados Unidos y Europa.